# Nebirau I
Nebiryrau Suadyenra, o Nebirau I, fue un faraón de la dinastía XVII, que gobernó c. 1650-1500 a. C.
El Canon Real de Turín (11.5), legible, indica su nombre: (Nebiryaura) 19..., con 19 años de reinado.
Ryholt lo asignó a la Dinastía XVI, gobernando c. 1631-1612 a. C.

## Testimonios de su época
Datado en época de Nebirau es una famosa estela descubierta en Karnak, en 1927, conteniendo el compromiso de otorgar el cargo de alcalde de El-Kab a Sebeknajt y a sus descendientes. Otros objetos conocidos son escarabeos con el nombre de rey y una daga encontrada en una tumba de Dióspolis Parva.

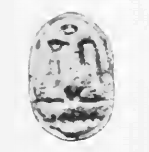
Escarabeo de Nebirau I
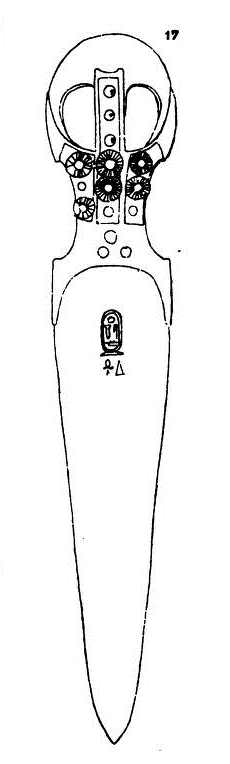
Daga de Nebirau I

## Titulatura
| Titulatura | Jeroglífico | Transliteración (transcripción) - traducción - (referencias) |

| G5 |

| G5 |

| s | M13 | N17 · N17 |

| s | M13 | N17 · N17 |

| s | M13 | N17 · N17 |

| s | M13 | N17 · N17 |

| G5 |

| G5 |

| s | M13 | N17 · N17 |

| s | M13 | N17 · N17 |

| s | M13 | N17 · N17 |

| s | M13 | N17 · N17 |

| G16 |

| G16 |

| R8 | L1 | Z3 |

| R8 | L1 | Z3 |

| G16 |

| G16 |

| R8 | L1 | Z3 |

| R8 | L1 | Z3 |

| G8 |

| G8 |

| F35 | N28 · D36 | G43 |

| F35 | N28 · D36 | G43 |

| G8 |

| G8 |

| F35 | N28 · D36 | G43 |

| F35 | N28 · D36 | G43 |

| N5 | s | M13 | Y1 · n |

| N5 | s | M13 | Y1 · n |

| N5 | s | M13 | Y1 · n |

| N5 | s | M13 | Y1 · n |

| N5 | s | M13 | Y1 · n |

| N5 | s | M13 | Y1 · n |

| N5 | s | M13 | Y1 · n |

| N5 | s | M13 | Y1 · n |

| N5 | s | M13 | Y1 · n |

| N5 | s | M13 | Y1 · n |

| N5 | s | M13 | Y1 · n |

| N5 | s | M13 | Y1 · n |

| N5 | s | M13 | Y1 · n |

| N5 | s | M13 | Y1 · n |

| N5 | s | M13 | Y1 · n |

| N5 | s | M13 | Y1 · n |

| nb | i | r · Z4 | r | F40 |

| nb | i | r · Z4 | r | F40 |

| nb | i | r · Z4 | r | F40 |

| nb | i | r · Z4 | r | F40 |

| nb | i | r · Z4 | r | F40 |

| nb | i | r · Z4 | r | F40 |

| nb | i | r · Z4 | r | F40 |

| nb | i | r · Z4 | r | F40 |

| nb | i | r · Z4 | r | F40 |

| nb | i | r · Z4 | r | F40 |

| nb | i | r · Z4 | r | F40 |

| nb | i | r · Z4 | r | F40 |

| nb | i | r · Z4 | r | F40 |

| nb | i | r · Z4 | r | F40 |

| nb | i | r · Z4 | r | F40 |

| nb | i | r · Z4 | r | F40 |

| N5 · nb | i | r · Z4 | F40 | Z7 | Y1 · Z2 |

| N5 · nb | i | r · Z4 | F40 | Z7 | Y1 · Z2 |

| N5 · nb | i | r · Z4 | F40 | Z7 | Y1 · Z2 |

| N5 · nb | i | r · Z4 | F40 | Z7 | Y1 · Z2 |

| N5 · nb | i | r · Z4 | F40 | Z7 | Y1 · Z2 |

| N5 · nb | i | r · Z4 | F40 | Z7 | Y1 · Z2 |

| N5 · nb | i | r · Z4 | F40 | Z7 | Y1 · Z2 |

| N5 · nb | i | r · Z4 | F40 | Z7 | Y1 · Z2 |

| N5 · nb | i | r · Z4 | F40 | Z7 | Y1 · Z2 |

| N5 · nb | i | r · Z4 | F40 | Z7 | Y1 · Z2 |

| N5 · nb | i | r · Z4 | F40 | Z7 | Y1 · Z2 |

| N5 · nb | i | r · Z4 | F40 | Z7 | Y1 · Z2 |

| N5 · nb | i | r · Z4 | F40 | Z7 | Y1 · Z2 |

| N5 · nb | i | r · Z4 | F40 | Z7 | Y1 · Z2 |

| N5 · nb | i | r · Z4 | F40 | Z7 | Y1 · Z2 |

| N5 · nb | i | r · Z4 | F40 | Z7 | Y1 · Z2 |

| Predecesor: Mentuhotep VII | Faraón Dinastía XVII | Sucesor: Nebirau II |

- Datos: Q888284
- Multimedia: Nebiryraw I / Q888284